# 홀로세
| 기                                                  | 세           | 절           | 백만년전      |
| --------------------------------------------------- | ------------ | ------------ | ------------- |
| 제4기                                               | 홀로세       | 메갈라야절   | 0-0.0042      |
| 제4기                                               | 홀로세       | 노스그립절   | 0.0042-0.0082 |
| 제4기                                               | 홀로세       | 그린란드절   | 0.0082-0.0117 |
| 제4기                                               | 플라이스토세 | 후기         | 0.0117-0.126  |
| 제4기                                               | 플라이스토세 | 지바절       | 0.126-0.781   |
| 제4기                                               | 플라이스토세 | 칼라브리아절 | 0.781-1.806   |
| 제4기                                               | 플라이스토세 | 젤라절       | 1.806-2.588   |
| 신진기                                              | 플리오세     | 피아첸차절   | 이전          |
| ICS에 따른 제4기의 지질 시대 구분. 2019년 5월 기준. |              |              |               |
| v • d • e • h                                       |              |              |               |

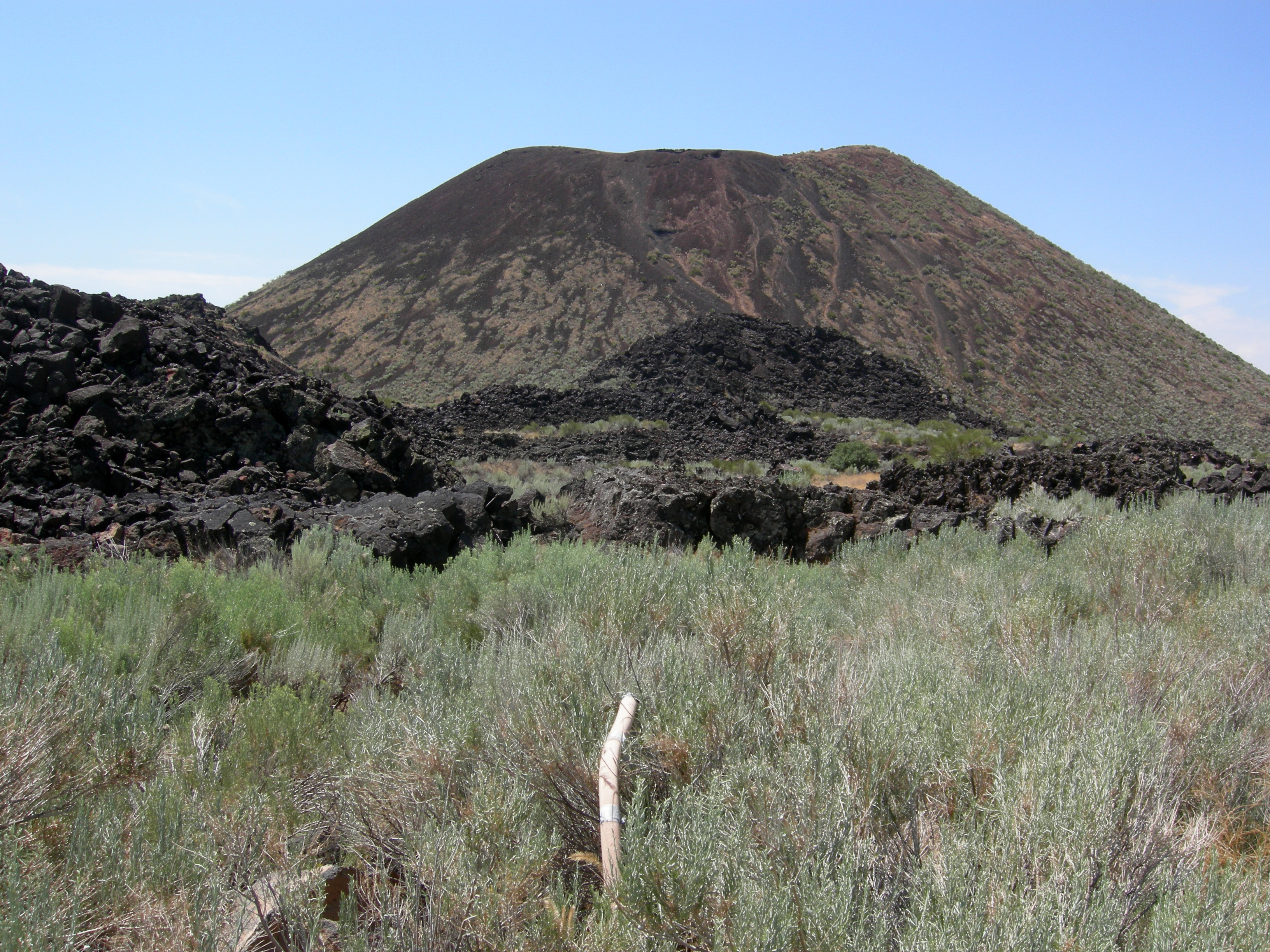

홀로세(Holocene)는 약 11,700년 전부터 현재까지의 지질 시대를 말한다. 충적세(沖積世) 또는 현세(現世)라고도 부른다. 플라이스토세 빙하가 물러나면서부터 시작된 시기로, 신생대 제4기의 2번째 시기이다.
마지막 빙기가 끝나는 약 1만년 전부터 가까운 미래도 포함하여 현재까지이다. 그 경계는 유럽의 대륙빙상의 소멸을 가지고 정의되었다. 이 시기가 시작된 이후 인류의 발전과 전파로 인하여 홀로세 절멸이 일어나는 중이다.

## 지질
기간이 짧기 때문에 대규모 대륙의 이동 등은 없지만, 홀로세의 초기에는 대륙빙상이 녹아서 해수면이 130m 이상 급격히 상승했다. 특히 홀로세의 기후 최온난기로 불리는 시대로 현재보다 3m에서 5m 정도 해수면이 높았다고 추측된다. 그 후 해면은 완만하게 하강하여, 해수면은 바로 최근 2,000년 정도는 비교적 안정되어 있다.

## 기후
| 인류 역사의 구분  |             |           |           |
| 홀 로 세          | 역사 시대   | 역사 시대 | 역사 시대 |
| 홀 로 세          | 철기 시대   |           |           |
| 홀 로 세          | 청동기 시대 |           |           |
| 홀 로 세          | 동기 시대   |           |           |
| 홀 로 세          | 신석기 시대 |           |           |
| 홀 로 세          | 중석기 시대 |           |           |
| 플 라 이 스 토 세 | 후기 구석기 |           |           |
| 플 라 이 스 토 세 | 중기 구석기 |           |           |
| 플 라 이 스 토 세 | 전기 구석기 |           |           |
| 플 라 이 스 토 세 | 구석기 시대 |           |           |
| 플 라 이 스 토 세 | 석기 시대   |           |           |

홀로세 동안 기후는 꽤 안정적이었다. 빙상핵의 기록은 홀로세 이전에 한랭한 시기였던 최종 빙기 말기 이후에 전지구적인 온난화가 있었다는 것을 보여준다. 그러나 영거 드라이아스기에 접어들면서 기후는 지역에 따라 일시적으로 빙기 상태로 되돌아가기도 하였다.

## 같이 보기
- 지질 시대
- 인류세